# ユーロヴェロ

路線図（2020年）

ユーロヴェロ（EuroVelo）はヨーロッパ自転車連盟（ECF）の推奨する全欧自転車道路網。ヨーロッパ全土を19の長距離ルートで結ぶプロジェクトである。全長約9万kmが計画され、2023年時点では6万km以上が供用されている。
ユーロヴェロのプロジェクトは、その距離と概念上、アメリカ合衆国のイーストコースト・グリーンウェイやカナダのトランス・カナダ・トレイルなどの「グリーンウェイ」プロジェクトと似たものである。
ユーロヴェロのルートは自転車での長距離ツーリングのために設定されたものであるが、もちろん地元での短距離サイクリングにも使用される。従来の自転車道やそれらを繋ぐ新しく計画されたルートなどで構成される。全ルートはまだ完成していない。
ユーロヴェロの一部として認定されるルートの条件は、
- 傾斜が6%以内であること
- 2台以上の自転車が併走出来る幅があること
- 平均一日1000台以上の自動二輪の通行がないこと
- 距離で80%は舗装されていること
- 年間毎日通行可能で、30kmごとにサービス設備、50kmごとに宿泊設備、150kmごとに公共交通へのアクセスがあること[3]。

## ユーロヴェロの全ルート

### 南北ルート
EV 1 - 大西洋岸ルート（Atlantic Coast Route）: ノールカップ〜サグレス 8,186 km
EV 3 - ピルグリム・ルート（Pilgrims Route）: トロンハイム〜サンティアゴ・デ・コンポステーラ 5,122 km
EV 5 - フランチジェナ・ローマ街道（Via Romea Francigena）: ロンドン〜ローマ〜ブリンディシ 3,900 km
EV 7 - ザ・サン・ルート（The Sun Route）: ノールカップ〜マルタ 7,305 km
EV 9 - バルト海からアドリア海（アンバー・ルート）（Baltic Sea to Adriatic Sea (Amber Route)）: グダニスク〜プーラ 1,930 km
EV 11 - 東欧ルート（East Europe Route）: ノールカップ〜アテネ 5,984 km
EV 13 - 鉄のカーテントレイル（Iron Curtain Trail）:キルケネス ～ツァレヴォ 9,000 km

### 東西ルート
EV 2 - キャピタルズ・ルート（Capitals Route）: ゴールウェイ〜モスクワ 5,500 km
EV 4 - 中欧ルート（Central Europe Route）: ロズコフ〜キエフ 4,000 km
EV 6 - リバーズ・ルート（Rivers Route）: 大西洋岸〜ナント〜コンスタンツァ 4,448 km
EV 8 - 地中海ルート（Mediterranean Route）: カディス〜アテネ〜キプロス 5,888 km
EV 10 - バルト海環状ルート（ハンザ・サーキット）（Baltic Sea Cycle Route (Hansa circuit)）: 7,980 km
EV 12 - 北海環状ルート（North Sea Cycle Route）: 5,932 km

## ユーロヴェロの目的と行政
ユーロヴェロの目的は、より多くの人々に自動車より自転車を推奨することである。自転車で大陸横断するものもあるが、地元で短い距離を自転車に乗る場合がほとんどである。
自転車道路の開発は欧州全域で、国単位、地域・地方自治体単位や、NGO等によって行う。国際的地位にすることによって、建設に対し資金面や政治的な支援を得られやすくする。ユーロヴェロ運営者の承認したルートのみがユーロヴェロの名称が使用できる。